# Сукулини, Бруно
Бру́но Сукули́ни (исп. Bruno Zuculini; родился 2 апреля 1993, Белен-де-Эскобар, Аргентина) — аргентинский футболист, полузащитник клуба «Ривер Плейт».

## Карьера

### Клубная
Бруно Сукулини — воспитанник клуба «Расинг (Авельянеда)». Дебютировал в чемпионате Аргентины 14 февраля 2010 года. На матч против «Химнасии» из Ла-Платы полузащитник вышел в стартовом составе, а во втором тайме встречи был заменён на Адриана Лусеро.
По итогам Апертуры 2011 Сукулини в составе «Расинга» стал вице-чемпионом страны. 17 июня 2012 года футболист забил первый в карьере гол (в ворота Гильермо Сары из клуба «Атлетико Рафаэла»).
Летом 2014 года Бруно Сукулини перешёл в английский клуб «Манчестер Сити».
11 июня 2017 года футбольный клуб «Манчестер Сити» объявил о продаже игрока на постоянной основе в футбольный клуб «Эллас Верона».
В 2018 году перешёл в «Ривер Плейт» и в том же году завоевал Суперкубок Аргентины и Кубок Либертадорес.

### В сборной
В 2011 году Бруно Сукулини сыграл за молодёжную сборную Аргентины 8 матчей, в которых забил 2 гола. В составе команды полузащитник принимал участие в молодёжном чемпионате Южной Америки.

## Статистика
| Клуб             | Сезон            | Лига | Лига | Кубки | Кубки | Континентальные кубки | Континентальные кубки | Прочее | Прочее | Итого | Итого |
| Клуб             | Сезон            | Игры | Голы | Игры  | Голы  | Игры                  | Голы                  | Игры   | Голы   | Игры  | Голы  |
| ---------------- | ---------------- | ---- | ---- | ----- | ----- | --------------------- | --------------------- | ------ | ------ | ----- | ----- |
| Расинг           | 2009/10          | 7    | 0    | 0     | 0     | 0                     | 0                     | 0      | 0      | 7     | 0     |
| Расинг           | 2010/11          | 12   | 0    | 0     | 0     | 0                     | 0                     | 0      | 0      | 12    | 0     |
| Расинг           | 2011/12          | 15   | 1    | 2     | 0     | 0                     | 0                     | 0      | 0      | 17    | 1     |
| Расинг           | 2012/13          | 32   | 5    | 0     | 0     | 2                     | 0                     | 0      | 0      | 34    | 5     |
| Расинг           | 2013/14          | 26   | 4    | 0     | 0     | 2                     | 0                     | 0      | 0      | 28    | 4     |
| Расинг           | Итого            | 92   | 10   | 2     | 0     | 4                     | 0                     | 0      | 0      | 98    | 10    |
| Манчестер Сити   | 2014/15          | 0    | 0    | 0     | 0     | 0                     | 0                     | 0      | 0      | 0     | 0     |
| Манчестер Сити   | Итого            | 0    | 0    | 0     | 0     | 0                     | 0                     | 0      | 0      | 0     | 0     |
| Всего за карьеру | Всего за карьеру | 92   | 10   | 2     | 0     | 4                     | 0                     | 0      | 0      | 98    | 10    |

## Достижения
- Вице-чемпион Аргентины (1): 2011 (Апертура)
- Финалист Кубка Аргентины (1): 2011/12
- Обладатель Суперкубка Аргентины (1): 2018
- Обладатель Кубка Греции (1): 2015/16
- Обладатель Кубка Либертадорес (1): 2018
- Финалист Кубка Либертадорес (1): 2019

## Личная жизнь
Старший брат Бруно Сукулини Франко также является профессиональным футболистом.